# 夢中情人 (瑪麗亞·凱莉歌曲)
〈夢中情人〉（英語：Dreamlover）是美國女歌手瑪麗亞·凱莉在1993年7月發行的單曲，它在告示牌單曲榜獲得八週冠軍，全美單曲銷售逾百萬張成為白金單曲，〈夢中情人〉是瑪麗亞·凱莉第7首全美冠軍曲。

## 歌曲介紹

### 收錄專輯
〈夢中情人〉最早收錄於瑪麗亞·凱莉第三張個人錄音室專輯《音樂盒》（英語：Music Box），亦是該專輯首支主打單曲。1990年出道的瑪麗亞·凱莉在發行《音樂盒》之前已經締造6首全美冠軍單曲，1993年6月她和哥倫比亞唱片公司總裁湯米·摩托拉（Tommy Mottola）結婚之後，隨即在同年8月發行《音樂盒》，〈夢中情人〉也成為瑪麗亞·凱莉在婚後推出的第一首單曲，因此這首單曲受矚目的程度可想而知。

### 單曲簡介
〈夢中情人〉由瑪麗亞·凱莉和製作人之一的Dave Hall兩人共同創作編寫完成，這首散發著節奏藍調輕盈搖擺風的主打歌，成功結合流行舞曲和黑人嘻哈兩種元素，歌曲中仍舊可見到瑪麗亞·凱莉招牌的海豚音，輕鬆旋律搭配幸福甜蜜的歌詞，為瑪麗亞·凱莉婚後再出擊成功搶下不少話題。

### 商業成績
〈夢中情人〉在1993年8月7日進入單曲榜，首週成績為第40名，之後排名迅速的往上竄升，1993年9月11日終於登上單曲榜冠軍寶座，同時蟬連了八週冠軍，單曲銷售迅速突破1百萬張，〈夢中情人〉在單曲榜內共待了29週，它在1993年告示牌年終單曲榜名列第8名。〈夢中情人〉除了在單曲榜上封后之外，1993年10月16日它亦登上舞曲榜榜首，成為瑪麗亞·凱莉第三首冠軍舞曲（前兩首為〈情感〉和〈會有那麼一天〉）。
〈夢中情人〉在英國單曲榜最高成績為第9名。